# Psi3 Aquarii
Psi3 Aquarii (HD 219832) è una stella bianca nella sequenza principale di magnitudine 5 situata nella costellazione dell'Aquario. Dista 249 anni luce dal sistema solare.

## Osservazione
Si tratta di una stella situata nell'emisfero celeste australe, ma molto in prossimità dell'equatore celeste; ciò comporta che possa essere osservata da tutte le regioni abitate della Terra senza alcuna difficoltà e che sia invisibile soltanto molto oltre il circolo polare artico. Nell'emisfero sud invece appare circumpolare solo nelle aree più interne del continente antartico. La sua magnitudine pari a 5 fa sì che possa essere scorta solo con un cielo sufficientemente libero dagli effetti dell'inquinamento luminoso.
Il periodo migliore per la sua osservazione nel cielo serale ricade nei mesi compresi fra fine agosto e dicembre; da entrambi gli emisferi il periodo di visibilità rimane indicativamente lo stesso, grazie alla posizione della stella non lontana dall'equatore celeste.

## Caratteristiche fisiche
La stella è una bianca nella sequenza principale; possiede una magnitudine assoluta di 0,59 e la sua velocità radiale negativa indica che la stella si sta avvicinando al sistema solare.

## Sistema stellare
HD 219832 è un sistema multiplo formato da 3 componenti. La componente principale A è una stella di magnitudine 5. La componente B è di magnitudine 11,2, separata da 1,5 secondi d'arco da A e con angolo di posizione di 174 gradi. La componente C è di magnitudine 13,3, separata da 130,1 secondi d'arco da A e con angolo di posizione di 230 gradi.